# Акустичен импеданс
Ако звуковата вълна достигне до гранична повърхнина, тогава една част от нея се отразява, а другата част преминава през границата между двете среди. Свойството на всеки изследван материал, което определя количеството на пропускане, се нарича акустичен импеданс Z. То зависи от еластичните свойства. Има ниски стойности за течности и високи за твърди тела.
Z = ρ . c
Z – акустичен импеданс
ρ – плътност
c – скорост на звука
Познавайки акустичните импеданси на два материала, могат да бъде изчислени коефициентите на отразяване и пропускане.